# Stanisław Grudowicz
Stanisław Grudowicz (ur. 8 maja 1611, zm. 19 listopada 1684 na Świętej Górze Gostyńskiej) – polski duchowny katolicki, kanonik poznański, założyciel kongregacji filipińskich, najlepszy w Polsce znawca włoskiej szkoły duchowości katolickiej tamtych czasów.
Imię i prawdziwe nazwisko, a także pochodzenie Grudowicza są nieznane. Imię Stanisław nadano mu na bierzmowaniu. Wiadomo też, że jego matka pochodziła z rodziny Zamojskich, a ojciec miał na imię Mikołaj. W testamencie przyznał się do utajenia swojego prawdziwego nazwiska. W dziesiątym roku życia, po śmierci matki dostał się na dwór Zygmunta III, a następnie został dworzaninem Władysława IV. W 1621 uczestniczył jako ksiądz w bitwie pod Chocimiem, a po powrocie z tej wyprawy kształcił się na dworze królewskim. Odbył podróże do Konstantynopola i Rzymu (1630). Ukończył Akademię Krakowską, by przenieść się po krótkim czasie do Poznania, na Akademię Lubrańskiego, gdzie został profesorem matematyki i teologii moralnej. Sprawował też funkcję proboszcza w kościele św. Małgorzaty na Śródce. Został również członkiem Kongregacji Rzymskiej na Vallicelli. Papież Innocenty XI umył mu nogi, ponieważ został włączony do grona dwunastu ubogich i pielgrzymów. Był założycielem kongregacji filipińskich w Polsce:
- na Świętej Górze koło Gostynia (we współpracy z Adamem Konarzewskim)[2],
- na Śródce w Poznaniu (1671-1805),
- w Studziannie koło Sandomierza,
- na Zdzieżu pod Borkiem.

Z własnych funduszy zbudował drewniany kościół w Błażejewie. Od 1668 do śmierci (1684) pełnił funkcję przełożonego kongregacji świętogórskiej.